# .32 S&W
El .32 S&W (conocido también como .32 S&W Short) es un cartucho introducido en 1878 para los revólveres de bolsillo Smith & Wesson y el revólver Smith & Wesson Modelo 1½. Inicialmente estaba cargado con pólvora negra y fue publicitado como un cartucho defensivo ligero para corto alcance.
Aunque su tamaño es muy parecido al .32 Colt Corto, no son intercambiables.

## Desarrollo
Originalmente diseñado por la Union Metallic Cartridge Company (UMC) como un cartucho cargado con 583,2 mg (9 granos), solo a partir de 1940 empezó a ser cargado con pólvora sin humo. Tiene poca potencia y es adecuado para emplearse en revólveres de bolsillo y pistolas tipo Derringer. Este cartucho continuó siendo popular en Estados Unidos y Europa mucho tiempo después del cese de producción de las armas que lo disparaban. En un momento dado, fue considerado como cartucho mínimo para autodefensa e inadecuado para servicio policial.
Para uso defensivo, el .32 S&W está agrupado con otros cartuchos de inicios del siglo XX diseñados para dispararse desde revólveres y pistolas a quemarropa en lugares estrechos, tales como un vagón de tren o un callejón. Estos cartuchos incluyen al 6,35 x 16 SR, el .22 Corto, el .22 Long y el .22 Long Rifle. En comparación, la bala del .32 S&W tiene un diámetro de más del 40% y pesa casi el doble que la bala de plomo de 2,59 g (40 granos) que montaba el .22 Long Rifle de la época. La velocidad d 210 m/s del .32 S&W era muy similar a la del .22 Long Rifle disparado desde un arma cuyo cañón tenía una longitud inferior a 76,2 mm, pero con un mayor diámetro y mejor densidad seccional.
Aunque la bala con punta redonda del .32 S&W era menos idónea para autodefensa, su diseño de percusión central ofrecía mejoras significativas en lo que a fiabilidad respecta ante otros cartuchos habituales de la época. Su desempeño hizo que los revólveres calibrados para este cartucho sean muy populares como "chalequeros", evidenciado por las ventas en proporción de 5 a 1, a partir de ejemplares sobrevivientes (las variantes para cartuchos de percusión anular de 5,5 mm son mucho más escasas). Teniendo una bala dos veces más pesada y con una velocidad similar a la del .22 Long Rifle, el .32 S&W tenía el doble de la energía de boca del .22 Long Rifle en revólveres de tamaño similar.[cita requerida]

## Desempeño
Como munición de defensa personal es limitada, pues difícilmente derribará de un disparo. Pero tiene un retroceso muy escaso. Montaba balas de calibre 7,65 mm y 88 granos[cita requerida], con una velocidad de 205 m/s y una energía de unos 120 julios.
Actualmente, una versión de potencia semejante, el .32 S&W Long, denominada wadcutter, es el cartucho más utilizado en tiro de precisión; concretamente en la modalidad de percusión central, siendo su pequeña carga propulsora suficiente para obtener una gran agrupación en disparos a 25 m.

## Derivados
El .32 S&W Long es un derivado del .32 S&W, al cual se le incrementó la longitud del casquillo para contener más pólvora. Como el .32 S&W se asienta sobre su pestaña, comparte las mismas dimensiones de pestaña y diámetros del casquillo y la bala con el más largo .32 S&W Long, los cartuchos .32 H&R Magnum y el .327 Federal Magnum. Los cartuchos .32 S&W pueden dispararse desde revólveres calibrados para estos cartuchos más largos, mas no a a la inversa.

## Uso en atentados y magnicidios

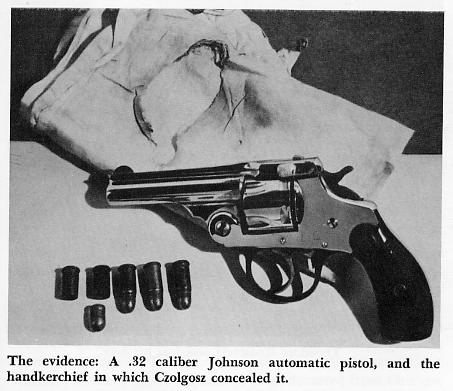
El revólver y los cartuchos empleados en el asesinato de William McKinley.

Los revólveres calibrados para el .32 S&W fueron empleados en tres asesinatos notorios:
- Gaetano Bresci empleó un revólver Iver Johnson en .32 S&W para asesinar al rey Humberto I de Italia el 29 de julio de 1900.[8] Bresci lo mató con cuatro disparos.
- Leon Czolgosz empleó un revólver Iver Johnson en .32 S&W para asesinar al presidente William McKinley en el Templo de la Música de Buffalo, Nueva York, el 6 de septiembre de 1901.[9] McKinley recibió dos disparos en el abdomen a corta distancia y aunque no murió de inmediato, finalmente falleció a causa de la gangrena el 14 de septiembre de 1901.
- Giuseppe Zangara empleó un revólver United States Revolver Company (subsidiaria de Iver Johnson) en .32 S&W para asesinar a Anton Cermak, alcalde de Chicago, el 15 de febrero de 1933, en lo que parece haber sido un intento de asesinar al presidente Franklin D. Roosevelt.[10] Cermak recibió un disparo en el pulmón y murió el 6 de marzo de 1933.